# 2024 YR4
2024 YR4 to planetoida o średnicy od 53 do 67 m, zaklasyfikowana do obiektów bliskich Ziemi z grupy Apolla (grupy obiektów przecinających orbitę Ziemi). Została odkryta 27 grudnia 2024 r. przez chilijską stację programu ATLAS. 29 stycznia 2025 otrzymała ocenę 3 w skali Torino ze względu na przekraczające 1% szacowane prawdopodobieństwo uderzenia w Ziemię 22 grudnia 2032. Jest to drugi najwyższy wskaźnik w skali Torino, jaki kiedykolwiek osiągnęła asteroida, po 99942 Apophis, która pod koniec 2004 r. na krótko uzyskała 4. poziom w skali Torino. Na bazie tego oszacowania uruchomiono pierwszy krok reagowania na zagrożenia planetarne, w ramach którego poproszono kilka dużych stacji o zebranie danych o obiekcie, a agencje kosmiczne wspierane przez Organizację Narodów Zjednoczonych zostały zobowiązane do rozpoczęcia planowania działań mających na celu złagodzenie zagrożenia. 20 lutego szacowane prawdopodobieństwo uderzenia spadło do 0,27%, ocena w skali Torino została zmieniona z 3 na 1, zaś ocena w skali Palermo przyznana przez NASA wynosiła −1,23, co oznacza zagrożenie uderzeniem wynoszące 5,8% poziomu bazowego. 23 lutego na podstawie obliczeń ponownie obniżono oszacowanie prawdopodobieństwa uderzenia w Ziemię w 2032 i obniżono wskaźnik Torino do zera.  
Wstępna analiza widm i danych fotometrycznych tej planetoidy wskazuje, że jest to skalista planetoida typu S lub L o okresie obrotu wynoszącym około 19,5 minuty. Planetoida zbliżyła się do Ziemi na odległość 828800 km 25 grudnia 2024 r. (dwa dni przed jej odkryciem) i obecnie oddala się od niej. Następne zbliżenie nastąpi w 2028. Od kwietnia 2025 do czerwca 2028 obiekt będzie oddalony od Ziemi na tyle, że nie będzie można go obserwować za pomocą teleskopów naziemnych. Kosmiczne teleskopy podczerwone, takie jak Kosmiczny Teleskop Jamesa Webba i planowany Kosmiczny Teleskop Roman, będą mogły obserwować 2024 YR4, gdy będzie ona znajdowała się daleko od Ziemi. 

## Potencjalne uderzenie w 2032

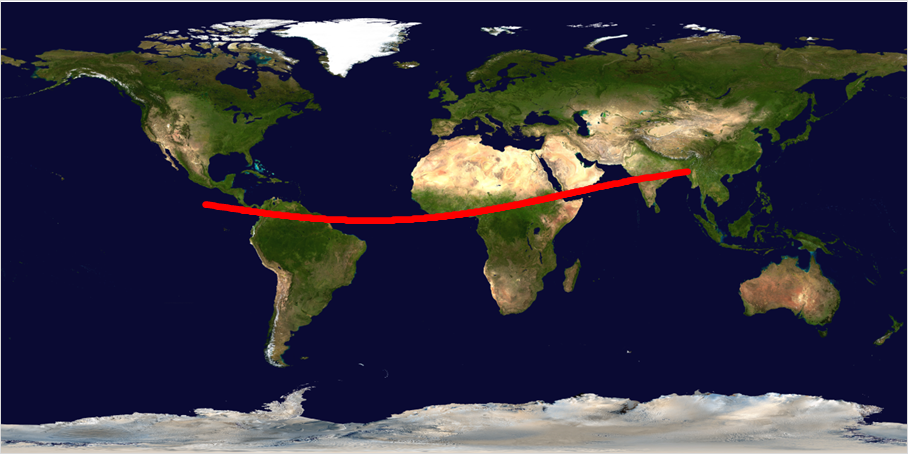
Korytarz ryzyka uderzenia w 2032

Na podstawie obliczeń wykorzystujących 57 dni łuku obserwacyjnego (20 lutego 2025) oszacowano, że szansa uderzenia 2024 YR4 w Ziemię 22 grudnia 2032 wynosi 1 do 370 (co oznacza prawdopodobieństwo 0,27%). W skali Palermo NASA przyznała ocenę −1,23, co odpowiada zagrożeniu uderzeniem wynoszącemu 5,8% ryzyka bazowego. 
Wyznaczony wówczas korytarz ryzyka możliwych lokalizacji uderzeń 2024 YR4 przebiegał od Oceanu Spokojnego przez północną część Ameryki Południowej, Ocean Atlantycki, środkową Afrykę, południową krawędź Półwyspu Arabskiego i północne Indie.
Według szacunków NASA dotyczących średnicy, masy i gęstości 2024 YR4, uderzenie uwolniłoby energię równą 7,8 megatony (33 PJ), gdyby uderzyła w Ziemię z prędkością 17,32 km/s. Za bardziej prawdopodobną uznawana była eksplozja w powietrzu, za mniej prawdopodobne uznano powstanie krateru uderzeniowego. Uderzenie mogło – wedle ówczesnych szacunków – spowodować zniszczenia sięgające 50 kilometrów od miejsca uderzenia.
Obserwacje wykonane za pomocą Kosmicznego Teleskopu Jamesa Webba w dniu 3 czerwca 2025 zmniejszyły obszar niepewności podejścia asteroidy do Ziemi o 20% i jednocześnie zwiększyły prawdopodobieństwo zderzenia z Księżycem z 3,8% do 4,3%.